# Botas
BOTAS a.s. v likvidaci je obuvnický podnik se sídlem ve Skutči, zaměřený na výrobu sportovní obuvi. Založen byl v roce 1949 (na bázi znárodněných Melezinkových obuvnických továren) s názvem Botana n. p., od roku 1963 vyráběl obuv pod značkou botas (což znamená BOTA-Skuteč nebo BOTA-Sportovní). V roce 2000 pak získal podnik svůj dnešní název podle značky vyráběné obuvi.

## Botas 66
Dva studenti grafického designu a vizuální komunikace na Vysoké škole umělockoprůmyslové v Praze, Jan Klos a Jakub Korouš, si v roce 2007 vybrali jako svůj školní projekt tvar boty vyráběný touto společností v roce 1966, ale s různými barevnými kombinacemi a několika dalšími drobnými změnami. Společnosti Botas se tento projekt zalíbil a začala připravovat novou edici obuvi ve spolupráci s těmito studenty. Ještě před uvedením na trh získala tato edice jedno z prvních míst v soutěži European Design Awards 2008 a třetí místo v Czech Grand design 2008. Prvních třináct modelů z této edice se začalo prodávat v roce 2009, o rok později se k nim přidalo dalších dvanáct modelů. Spolupráci s Janem Klosem a Jakubem Koroušem firma Botas ukončila v roce 2019 pro časté neshody.

## Zastavení výroby a změna majitele roku 2023
Na začátku roku 2023 firma zastavila výrobu v provozu ve Skutči z důvodů drahé energie a nemožnosti exportu do některých zemí způsobené válkou na Ukrajině. Firma se také potýkala s nedostatkem kvalifikovaných zaměstnanců. V současné době zvažuje majitel (všechny akcie vlastní společnost Benal vlastněná Františkem Nestávalem) přesun výroby na jiné místo, nebo prodej značky. Firma propustila 70 zaměstnanců.
Ačkoliv se spekulovalo o možném pokračování výroby na jiném místě, či o prodeji značky, společnost Botas výrobu definitivně zastavila a firma vstoupila do likvidace. Na konci února došlo k uzavření kamenné podnikové prodejny ve Skutči a společnost doprodává skladové zásoby prostřednictvím svého internetového obchodu.
V polovině března firma Vasky přišla s obchodní kampaní, která jí má umožnit získat peníze na odkup značky Botas a zachování výroby ve Skutči, nebo její přesunutí do Zlína. Majitelům Vasek se skutečně podařilo v dubnu odkoupit ochranou známku Botas, související webové domény a část výrobního zařízení. Boty se budou vyrábět zejména v továrnách Vasky, ale ve Skutči by měla být zachována šicí dílna. Obuv Botas se bude nadále prodávat pod vlastní značkou. Vedení plánuje zachovat výrobu stávajících modelů a dále přicházet na trh i s novými modely botasek.